# Devin Logan
Devin Logan (Oceanside, 17 de febrero de 1993) es una deportista estadounidense que compite en esquí acrobático, especialista en las pruebas de halfpipe y slopestyle.
Participó en dos Juegos Olímpicos de Invierno, en los años 2014 y 2018, obteniendo una medalla de plata en Sochi 2014, en la prueba de slopestyle.
Ganó una medalla de bronce en el Campeonato Mundial de Esquí Acrobático de 2017. Adicionalmente, consiguió dos medallas en los X Games de Invierno.

## Medallero internacional
| Juegos Olímpicos   | Juegos Olímpicos       | Juegos Olímpicos  | Juegos Olímpicos |
| Año                | Lugar                  | Medalla           | Prueba           |
| ------------------ | ---------------------- | ----------------- | ---------------- |
| 2014               | Sochi (Rusia)          | Medalla de plata  | Slopestyle       |
| Campeonato Mundial |                        |                   |                  |
| Año                | Lugar                  | Medalla           | Prueba           |
| 2017               | Sierra Nevada (España) | Medalla de bronce | Halfpipe         |

| X Games de Invierno | X Games de Invierno    | X Games de Invierno | X Games de Invierno |
| Año                 | Lugar                  | Medalla             | Prueba              |
| ------------------- | ---------------------- | ------------------- | ------------------- |
| 2012                | Aspen (Estados Unidos) | Medalla de plata    | Slopestyle          |
| 2017                | Oslo (Noruega)         | Medalla de bronce   | Slopestyle          |